# Équipe du Kenya masculine de handball
Dernière mise à jour : 2 septembre 2024.
L'équipe du Kenya masculin de handball est la sélection nationale représentant le Kenya dans les compétitions internationales masculines de handball. 

## Palmarès
L'équipe nationale n'a jamais participé à ce jour à un Championnat du monde. Elle a participé par contre à diverses éditions du Championnat d'Afrique des nations :
- non qualifié entre 1974 et 2002
- 9e place en  2004
- non qualifié entre 2006 et 2014
- 12e place en 2016
- non qualifié en 2018
- 15e place en 2020
- forfait en 2022
- 15e place en 2024